# Quilombo
Als Quilombo bezeichnete man zur Zeit der portugiesischen Herrschaft eine Niederlassung geflohener schwarzer Sklaven in Brasilien. Das Wort Quilombo stammt aus den Bantu-Sprachen Kikongo und Kimbundu und bedeutet Wohnsiedlung. Sofern es sich um wehrhafte Gemeinschaften handelte, wurde damals auch die Bezeichnung „Mocambo“ verwendet, was auf Kikongo „Zuflucht“ oder „Versteck“ bedeutet.

## Geschichte
Der größte und berühmteste Quilombo war der von Palmares im heutigen brasilianischen Bundesstaat Alagoas mit zeitweise zwischen 20.000 und 30.000 Bewohnern. Die Niederlassung bestand von 1630 bis 1694 und widerstand mehreren Eroberungsversuchen der portugiesischen Kolonialherren, bis sie von einer Truppe unter dem Kommando des berüchtigten Bandeirante Domingos Jorge Velho vollständig zerstört wurde. Der Todestag des legendären letzten Anführers des Quilombo dos Palmares Zumbi am 20. November 1695 wird heute von den afro-brasilianischen Bewegungen als Tag des schwarzen Bewusstseins (Dia da Consciência Negra) begangen.
Weitere Legenden ranken sich um die Kämpfe zwischen Sklaven und Sklavenhaltern in den Quilombos – so wird von den Quilombos gesagt, dass sich dort die Kampfkunst des Capoeira stark weiterentwickelte und dass die Sklaven sie auch im Kampf gegen die (mit Schusswaffen bewaffneten) Sklavenjäger eingesetzt hätten.
Der Widerstand der Quilombos wurde bereits im 17. Jahrhundert gebrochen, die Siedlungen bestanden jedoch fort. Heute leben in der kaum berührten Landschaft „im Amazonasregenwald am Trombetas-Fluss […] die ‚Gemeinschaften der Nachkommen der geflohenen afrikanischen Sklaven‘, insgesamt zehn- bis zwölftausend Menschen, die sich in Wehrdörfern organisieren. […] Noch heute bewahren und pflegen die Quilombolas die kulturellen, sozialen und spirituellen Traditionen ihrer Vorfahren und setzen deren besondere Techniken des Jagens, Sammelns und Bewirtschaftens fort.“

## Quilombolas

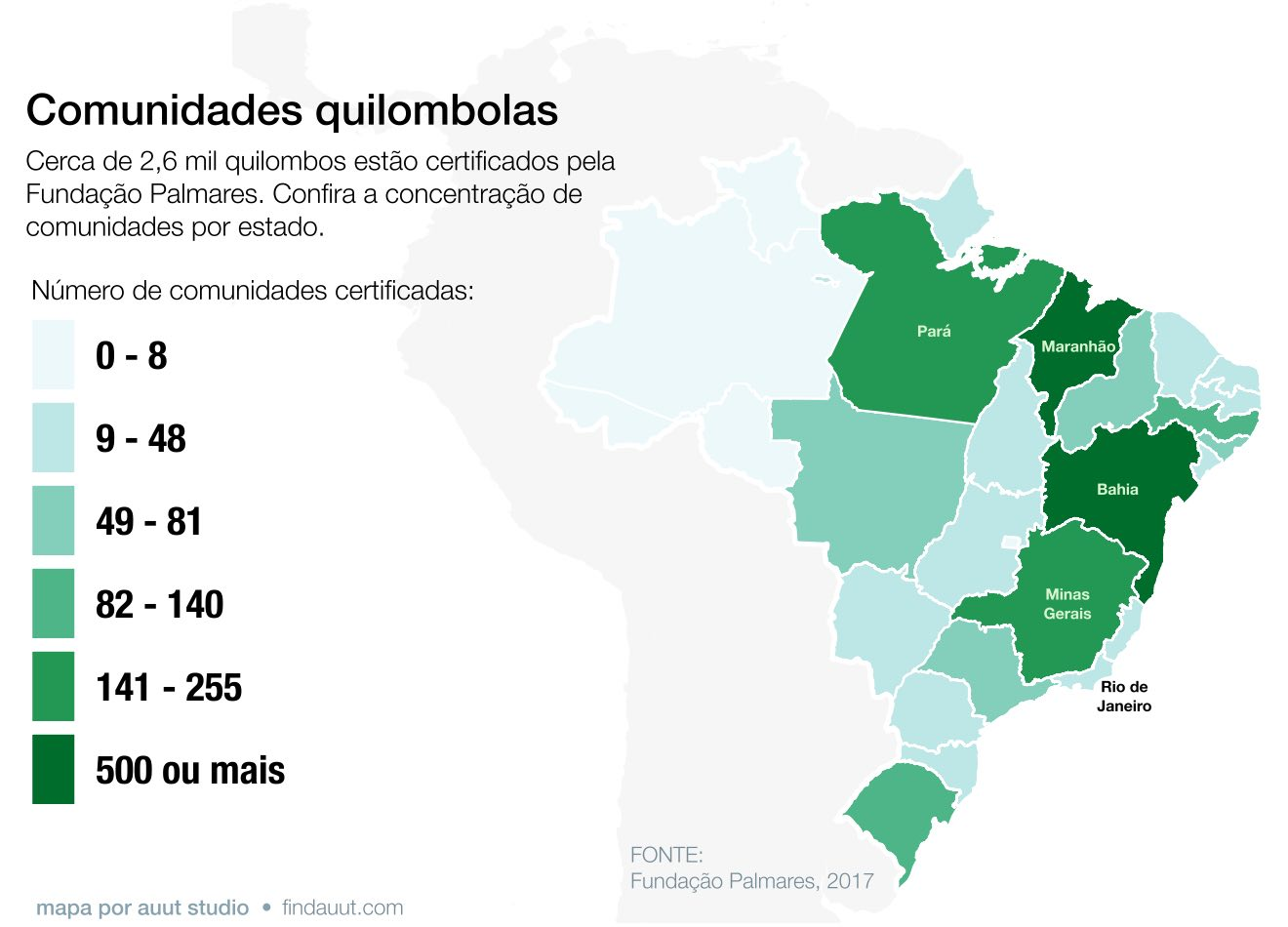
Stand 2017

Die Einwohner der Quilombos bzw. deren Nachkommen werden „Quilombolas“ genannt. Die Anzahl ihrer Territorien ist nicht genau bekannt und variiert je nach Urheber der Zählung. Erschwerend kommt hinzu, dass sich viele Quilombolas noch in einem Selbstidentifizierungsprozess befinden. Als sehr grobe Orientierung kann eine Zahl zwischen 1.000 und 10.000 Quilomboterritorien angenommen werden.
Das Konzept der Quilomboterritorien entspricht dem Konzept der indigenen Territorien. Es zielt auf die Selbstbestimmung im eigenen Territorium der Gemeinschaft. Ein Einfluss auf die nationale Politik ist dabei nicht vorgesehen.
Seit 1988 sind die Landrechte der Quilombolas in der brasilianischen Verfassung verankert. Mit der Vorgabe befindet sich Brasilien unter den Vorreiterländern für die Rechte nicht-indigener lokaler Gemeinschaften, die ein traditionelles Leben führen.
Eine entgegengesetzte Darstellung erwähnt ebenfalls, dass den Quilombolas nach der brasilianischen Verfassung das Recht auf ihr Land zusteht, „dennoch vergab der brasilianische Staat langfristige Schürfrechte [… im Fall der Trombetas-Region], ohne diese Bevölkerungsgruppe an den entsprechenden Entscheidungsprozessen zu beteiligen.“ Die Konzession läuft noch bis 2080. Nach der Aufnahme des Tagebaus in der Trombetas-Region mussten viele Ouilombolas ihre angestammten Niederlassungen verlassen und umsiedeln. Andere werden durch die Umweltschäden des Tagebaus daran gehindert, ihre bisherige Lebensweise weiter auszuüben […] und sind gezwungen, in den Arbeitscamps der Bauxitminen für sie fremdartige Arbeitsverhältnisse als Straßenarbeiter, Köchinnen oder Wäscherinnen einzugehen.

## Palenque
Auch im spanischsprachigen Amerika gab es den Quilombos ähnliche Siedlungen, die dort palenques (Einzahl: palenque) genannt werden. Dieses spanische Wort bezeichnet im ursprünglichen Wortsinn eine Einzäunung oder Einfriedung mit einer Palisade.

## Quilombismo
Der afrobrasilianische Künstler, Schriftsteller und Politiker Abdias do Nascimento (1914–2011) prägte um 1980 das Konzept des quilombismo. Darunter versteht er „brüderliche und freie Wiedervereinigung oder Begegnung; Solidarität, Zusammenleben, existenzielle Gemeinschaft“. Die Tradition des quilombistischen Widerstands zieht sich laut Nascimento seit Beginn des 16. Jahrhunderts durch die Geschichte des amerikanischen Doppelkontinents, wo sich an verschiedenen Orten Gruppen afrikanischer Herkunft der europäischen Kolonisierung, Sklaverei und Unterdrückung verweigerten und neue Formen der Staatlichkeit und Organisation schufen. 
Das Berliner Haus der Kulturen der Welt zeigt von Juni bis September 2023 eine Ausstellung unter dem Titel O Quilombismo: Von Widerstand und Beharren. Von Flucht als Angriff. Von alternativen demokratisch-egalitären politischen Philosophien und bietet zugleich eine School of Quilombismo an.